# Fontaine-les-Ribouts
 Fontaine-les-Ribouts  es una población y comuna francesa, en la región de  Centro, departamento de Eure y Loir, en el distrito de Dreux y cantón de Châteauneuf-en-Thymerais.

## Demografía
| 168 | 122 | 150 | 142 | 201 | 209 |
| Para los censos de 1962 a 1999 la población legal corresponde a la población sin duplicidades (Fuente: INSEE [Consultar]) |     |     |     |     |     |